# Ministeri públic

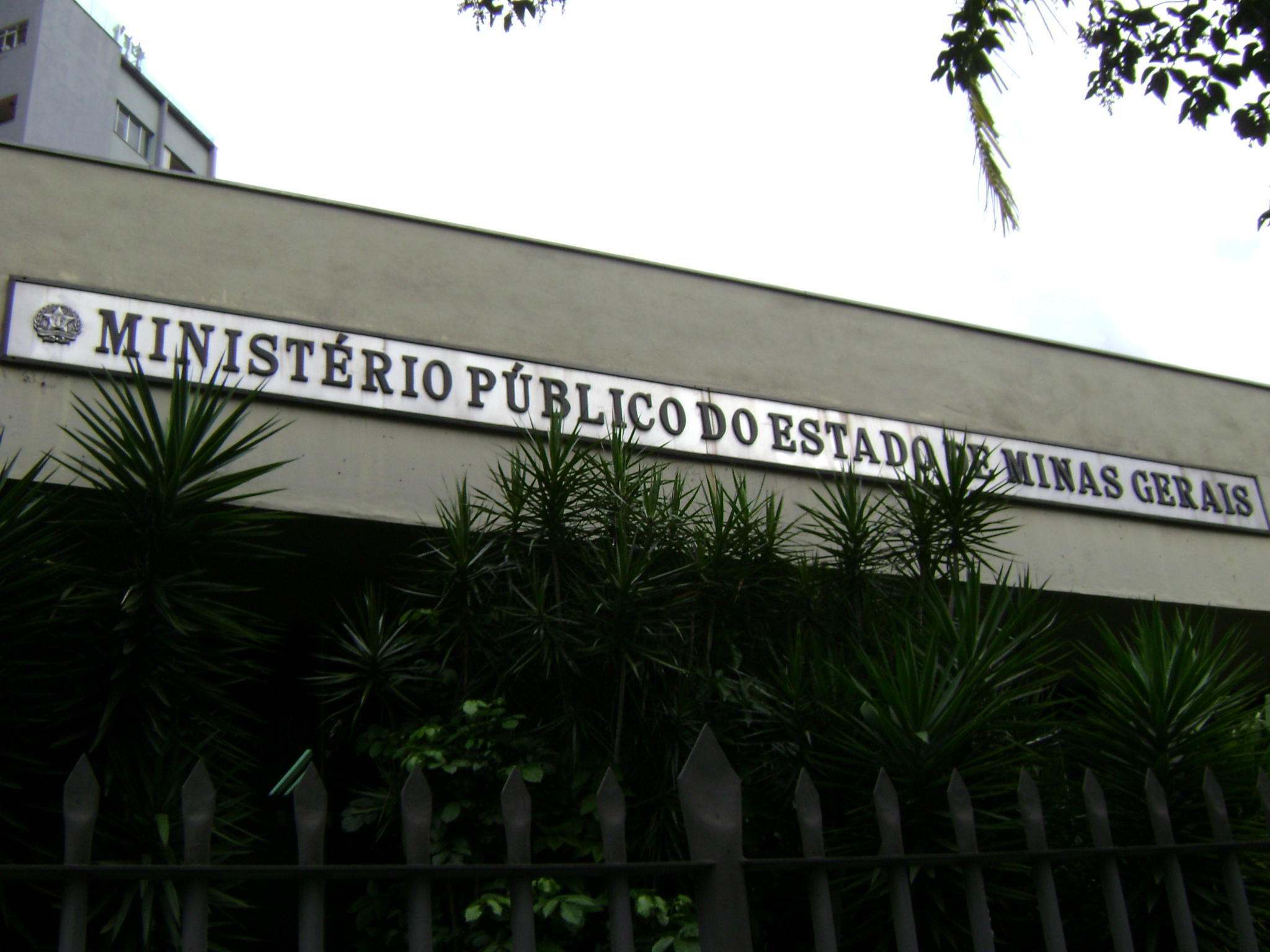
Ministeri Públic de Minas Gerais, a Belo Horizonte

Un ministeri públic (ministeri fiscal, fiscalia general o procuradoria general és un organisme públic, generalment estatal, al que s'atribueix, dins d'un estat de dret democràtic, la representació dels interessos de la societat mitjançant l'exercici de les facultats d'adreça de la recerca dels fets que revesteixen els caràcters de delicte, de protecció a les víctimes i testimonis, i de titularitat i sosteniment de l'acció penal pública.
Així mateix, és l'encarregat encarregat de contribuir a l'establiment dels criteris de la política criminal o persecució penal dins de l'Estat, a la llum dels principis orientadors del dret penal modern (com el de mínima intervenció i de selectivitat).
Per la seva qualitat en el procediment i la seva vinculació amb els altres intervinguts en el procés penal, és un subjecte processal i part en el mateix, per sustentar una posició oposada a l'imputat i exercir l'acció penal (en alguns països en forma monopolista). No obstant això, és part formal i no material, per mancar d'interès parcial (com un simple particular) i per posseir una parcialitat que encarna a la col·lectivitat (a l'Estat) i que exigeix, per tant, que sigui un fidel reflex de la màxima probitat i virtut cívica en l'exercici de les seves atribucions i en el compliment dels seus deures.

## Naturalesa jurídica
El ministeri públic, en general, es configura com un òrgan sense personalitat ni patrimoni propi (actuant, per tant, sota la personalitat jurídica de l'estat), la qual cosa no significa que manqui d'autonomia i independència funcional administrativa i financera.
Quant a la seva ubicació institucional, el ministeri públic pot trobar-se:
1. Inserit dins del poder executiu, en aquest cas el president o cap de govern té facultats decisives en la seva conducció, intervenint en el nomenament i destitució de les seves autoritats i altres fiscals (com succeeix en el sistema mexicà, francès, alemany i nord-americà).
2. Incorporat en el poder judicial, cas en el qual podria quedar supeditat a la funció jurisdiccional (com succeeix a Colòmbia a partir del canvi constitucional de 1991).
3. Inserit en el poder legislatiu, podent quedar l'exercici de la seva funció influïda per la contingència política.
4. Independent dels poders de l'estat, entenent-se com un òrgan que no respon davant algun dels poders clàssics en qualitat de subordinat jeràrquicament (com succeeix en el sistema brasiler, xilè, guatemalenc i peruà).
5. Com un poder de l'Estat per si mateix, entenent-se com un òrgan autònom, consagrat constitucionalment i en igualtat de condicions que els altres òrgans de l'Estat (com succeeix en el sistema veneçolà).

Des del punt de vista de la teoria dels poders de l'Estat, es considera que el ministeri públic:
- No desembolica activitat preventiva de la violació de l'ordre públic, per la qual cosa no realitza activitat de policia administrativa, del que se segueix que no pertany a la funció executiva o administrativa;
- No realitza activitat general, del tipus producció normativa, més enllà de les seves funcions internes per a l'aplicació del dret (sense perjudici de la doctrina dels actes propis), per la qual cosa no és part de la funció legislativa;
- Realitza activitat d'aplicació del dret, del tipus repressiva de les infraccions a l'ordre penal, per la qual cosa se segueix que la seva funció és una "espècie" que cau dins de la funció judicial, al costat dels tribunals que exerceixen jurisdicció.

## Principis d'actuació
Donat el caràcter d'òrgan públic que posseeix el ministeri públic, les seves actuacions –des de les màximes autoritats del mateix fins als agents que ho representen en cada cas– han d'adequar-se a certs principis bàsics, propis de l'estat de Dret, continguts en la majoria de les legislacions, entre els quals es troben els següents:
- Principi de legalitat: que ho regeix com a qualsevol òrgan públic. Aquest té les següents manifestacions, ben bé: la necessitat de perseguir totes i cadascuna de les conductes delictives, i el respecte al cos complet de les normes que conformen l'ordenament jurídic: tractats internacionals, la Constitució, les lleis, els reglaments administratius, etc.

- Principi d'oportunitat: que morigera l'aplicació del principi de legalitat, permetent-li no iniciar una persecució penal o abandonar la ja iniciada, sota certs paràmetres objectius.

- Principi d'objectivitat: consisteix que, en l'exercici de les seves facultats, ha d'adequar-se a un criteri objectiu, vetllant únicament per la correcta aplicació del dret. Se li imposa així l'obligació d'investigar amb igual zel no només els antecedents que permeten sustentar la persecució o acusació, sinó també els antecedents que permetin donar suport a la defensa de l'imputat o acusat (és a dir, el material rosari i l'evidència brady, respectivament, del sistema nord-americà).

- Principi de responsabilitat: que constitueix l'equilibri necessari a les importants competències, atribucions i facultats que exerceix. En general, es concep als seus funcionaris com a responsables civil, penal i administrativament i a l'òrgan com civilment responsable, per les actuacions en l'exercici de les seves funcions.

- Principi d'indivisibilitat: en el sentit que la institució és única i indivisible, ja que els fiscals actuen exclusivament en el seu nom. Això obliga a aquests a actuar com un només cos, tant en l'actuació material com en les decisions jurídiques que adoptin, per seguretat jurídica.

- Principi de respecte dels actes propis: per les expectatives legítimes que genera la seva conducta, els fiscals, que ho representen, han de respectar els seus actes propis en judici o judicials, les seves pròpies instruccions fiscals i ordres dels comandaments superiors del ministeri públic en favor dels ciutadans, en protecció de la seguretat jurídica. Això implica l'oponibilitat en favor dels ciutadans, no en contra, d'aquests actes, instruccions i ordres, sent efectius davant els tribunals de justícia. La sanció de la conducta, per contra, es dona, en general, mitjançant una solució processal: la inadmissibilitat del mitjà, acció o recurs processal.

## Ministeris públics
- Panamà Ministeri Públic de Panamà Panamà
- MarrocMarroc Fiscal del Rei (el Marroc)
- Estats Units Fiscal General dels Estats Units Estats Units
- Gibraltar Fiscalia General de Gibraltar Gibraltar
- Colòmbia Fiscalia General de la Nació de Colòmbia Colòmbia
- Andorra Ministeri Fiscal d'Andorra Andorra
- Espanya Ministeri Fiscal d'Espanya Espanya
- Argentina Ministeri Públic de l'Argentina: òrgan bicèfal integrat pel Ministeri Públic Fiscal de l'Argentina i el Ministeri Públic de la Defensa de l'Argentina Argentina
- Ministeri Públic de Bolívia
- Brasil Ministeri Públic de Brasil Brasil
- Costa Rica Ministeri Públic de Costa Rica Costa Rica
- Xile Ministeri Públic de Xile Xile
- Guatemala Ministeri Públic de Guatemala Guatemala
- Ministeri Públic de Guinea Equatorial
- Ministeri Públic d'Hondures
- Ministeri Públic de Portugal
- Veneçuela Ministeri Públic de Veneçuela Veneçuela
- Equador Ministeri Públic de l'Equador Equador
- Paraguai Ministeri Públic del Paraguai Paraguai
- Ministeri Públic del Perú Perú Perú
- Oficina del Procurador General (Filipines)
- Oficina del Fiscal de la Corona (Canadà)
- Mèxic Procuraduria General de la Republica Mexicana Mèxic
- Ministeri Públic de la República Dominicana